# Yamaha YX 600 Radian
De Yamaha YX 600 Radian is een sport-/standaard motorfiets gebouwd door Yamaha in de periode 1986-1990. De Radian is uitgerust met een licht teruggetunede versie van het Yamaha 598cc-motorblok uit de sportmotoren Yamaha XJ 600 / FJ 600.

## Specificaties
| Lengte                             | 2.075 mm                                                    |
| Breedte                            | 770 mm                                                      |
| Hoogte                             | 1.095 mm                                                    |
| Gewicht (ledig)                    | 197 kg                                                      |
| Motortype                          | luchtgekoeld 4-takt, RON 95, DOHC, licht voorover gekanteld |
| Model                              | 1UJ (YX 600 S), 1UL (YX 600 SC)                             |
| Cilinderopstelling                 | parallel, 4-cilinder                                        |
| Cilinderinhoud                     | 598 cc                                                      |
| Boring x Slag                      | 58,5 x 55,7 mm                                              |
| Compressieverhouding               | 10,0 : 1                                                    |
| Vermogen                           | 66 pk (48 kW) bij 9500 tpm                                  |
| Koppel                             | 40 Nm bij 7000 tpm                                          |
| Topsnelheid                        | 190 km/h                                                    |
| Startsysteem                       | Elektrische starter                                         |
| Smering                            | Wet sump                                                    |
| Motorolietype                      | SAE 20W40 type SE motor olie                                |
| Motorolie-inhoud                   | 2,9 Liter                                                   |
| Luchtfilter                        | Droog element                                               |
| Soort benzine                      | Normaal (RON 95)                                            |
| Tankinhoud                         | 12 liter                                                    |
| Reservetank                        | 2,5 liter                                                   |
| Carburatietype/-fabrikant          | BS30 x 4/MIKUNI                                             |
| Bougietype/-fabrikant              | D8EA (NGK) of X24ESU (NIPPON DENSO)                         |
| Bougiespeling                      | 0,6 ~ 0,7 mm                                                |
| Koppeling                          | Meervoudig natte plaat                                      |
| Overbrenging - Primair / Secundair | Tandwielen / Ketting                                        |
| Overbrenging - Primaire reductie   | 22/21 x 65/28 (2.431)                                       |
| Overbrenging - Secundaire reductie | 45/16 (2.812)                                               |
| Overbrenging                       | 6-versnellingen                                             |
| Overbrengingsverhouding (1ste)     | 41/15 (2,733)                                               |
| Overbrengingsverhouding (2de)      | 37/19 (1,947)                                               |
| Overbrengingsverhouding (3de)      | 34/22 (1,545)                                               |
| Overbrengingsverhouding (4de)      | 31/25 (1,240)                                               |
| Overbrengingsverhouding (5de)      | 29/28 (1,035)                                               |
| Overbrengingsverhouding (6de)      | 27/30 (0,900)                                               |
| Frame type                         | Dubbel wieg                                                 |
| Bandenmaat (voor)                  | 110/90-16-59H                                               |
| Bandenmaat (achter)                | 130/90-16 67H                                               |
| Remmen (voor)                      | Dubbele schijf                                              |
| Remmen (achter)                    | Trommel                                                     |
| Vering (voor)                      | Hydraulisch gedempte telescoopvork                          |
| Vering (achter)                    | Swingarm met dubbele dempers                                |
| Ontstekings systeem                | TCI                                                         |
| Accu type / capaciteit             | 12N 12A-4A / 12V 12AH                                       |